# Река (Лашко)
Река (словен. Reka) — поселення в общині Лашко, Савинський регіон, Словенія. Висота над рівнем моря: 332,5 м.